# Georg-Hans Reinhardt

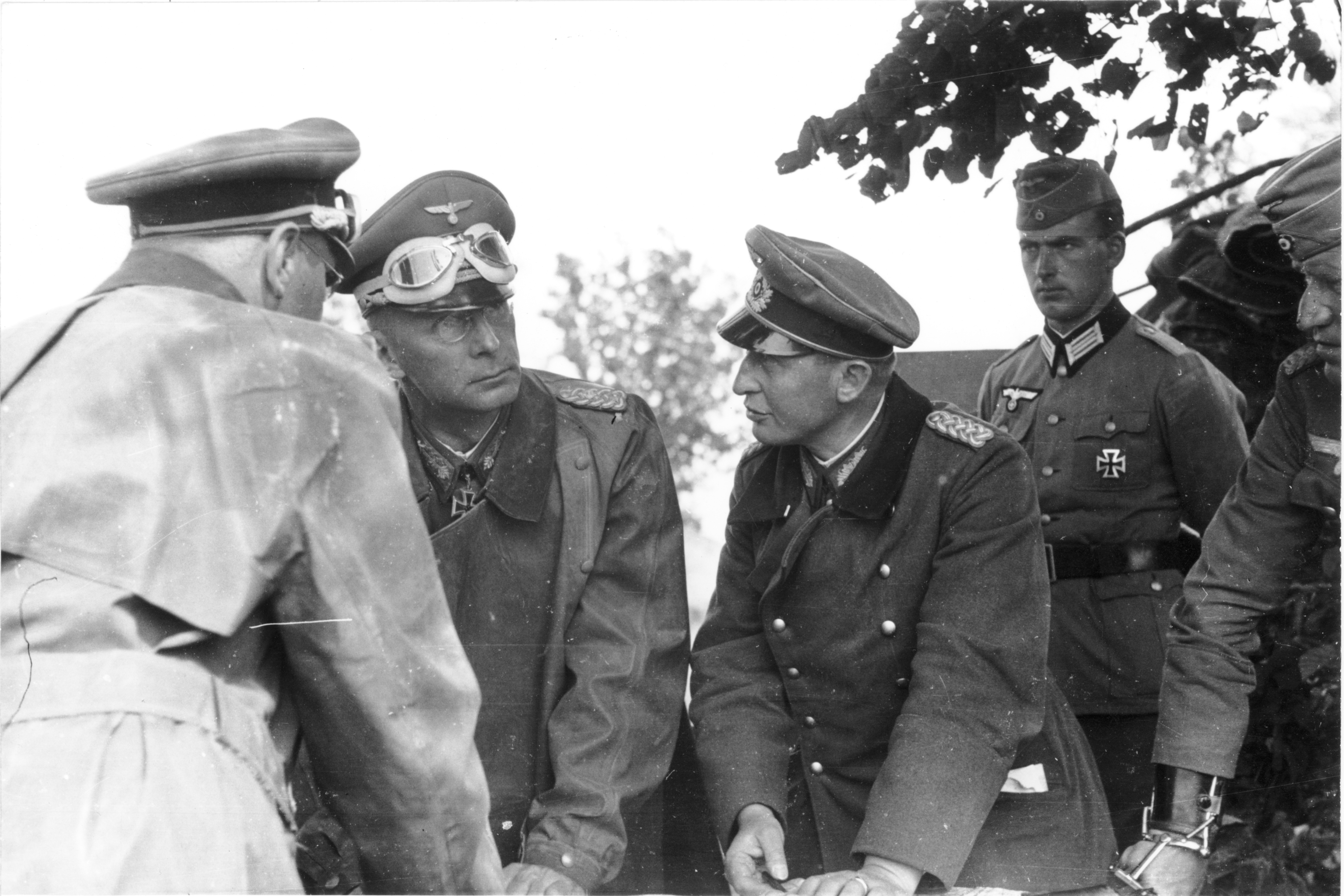
Georg-Hans Reinhardt (tweede van links) en generaal Walter Krüger in Rusland (juni 1941)

Georg-Hans Reinhardt (Bautzen, 1 maart 1887 - Tegernsee, 24 november 1963) was een Duits militair. Hij vocht in de Eerste en Tweede Wereldoorlog en bracht het tot kolonel-generaal der Pantsertroepen. Reinhardt diende in het Saksische leger, in de Reichswehr en in de Wehrmacht. In 1940 braken zijn tanks het westelijke front in de Ardennen. Later vocht hij aan het oostfront.
Na de oorlog werd hij in 1947 veroordeeld wegens bedreven oorlogsmisdrijven en misdrijven tegen de menselijkheid, zoals moord op en slechte behandeling van krijgsgevangenen alsmede moord op en deportatie en gijzeling van burgers in bezette landen. Hij kreeg een gevangenisstraf van vijftien jaar opgelegd maar werd reeds in 1952 vrijgelaten.
Na 1954 was Reinhardt voorzitter van het Gesellschaft für Wehrkunde. Hij schreef een aantal gedenkschriften. Voor deze verdiensten ontving hij op 24 november 1962 het Großes Verdienstkreuz des Verdienstordens der Bundesrepublik Deutschland.
Reinhardt was onder andere Ridder in de Saksische Militaire Orde van Sint-Hendrik, drager van het IJzeren Kruis Ie en IIe Klasse en van het Ridderkruis van het IJzeren Kruis met Eikenloof en Zwaarden.

## Militaire loopbaan
- Fahnenjunker: 25 maart 1907[11]-1906[4][12]
- Leutnant: 14 juli 1908[4][11][12] (Vorpatentierung vanaf 14 februari 1907)[3]
- Oberleutnant: 19 juni 1912[11]-1914[12] - 25 september 1914[4]
- Hauptmann: 18 april 1916[3][11] - 22 mei 1916 (RDA 18 april 1916)[4]
- Major: 1 maart[4] 1925[5][11][12]
- Oberstleutnant: 1 oktober 1931[11][12] - 10 oktober 1931[4]
- Oberst: 1 februari 1934[4][5][11][12]
- Generalmajor: 1 april 1937[4][5][11][12]
- Generalleutnant: 1 oktober 1939[4][7][8][11][12]
- General der Panzertruppe: 1 juni 1940[7][11][12]
- Generaloberst: 1 januari 1942[4][11][12]

## Decoraties
- Ridderkruis van het IJzeren Kruis op 27 oktober 1939 als  en Commandant van de 4e Pantserdivisie[4][12][13][14][15]
- Ridderkruis van het IJzeren Kruis met Eikenloof (nr.73) op 17 februari 1942 als General der Panzertruppe en Commandant van de 3. Panzergruppe[4][12][13][15][16][17]
- Ridderkruis van het IJzeren Kruis met Eikenloof en Zwaarden (nr.68) op 26 mei 1944 als Generaloberst en Commandant van het 3e Pantserleger[4][12][13][15][18][19]
- Herhalingsgesp bij IJzeren Kruis 1939, 1e Klasse[4] (2 oktober 1939)[15] en 2e Klasse[4] (21 september 1939)[12][15][20]
- IJzeren Kruis 1914, 1e Klasse[4] (14 september 1914)[15][20] en 2e Klasse[4] (8 augustus 1915)[15][20]
- Ridderkruis in de Huisorde van Hohenzollern met Zwaarden[15]
- Ridderkruis in de Militaire Orde van Sint-Hendrik[3][4][12]
- Erekruis voor Frontstrijders in de Wereldoorlog[15] in 1936[12]
- Gewondeninsigne 1918 in zwart[12][15]
- Grootkruis met Ster en Grootlint in de Orde van Verdienste van de Bondsrepubliek Duitsland op 24 november 1962[15][21]
- Medaille Winterschlacht im Osten 1941/42[15] in 1942[12]
- Dienstonderscheiding van Leger en Marine voor (25 dienstjaren)[15] in 1936[12]
- Anschlussmedaille met gesp „Prager Burg“[15] in 1939[12]
- Panzerkampfabzeichen in zilver[12][15]
- Orde van Militaire Verdienste (Beieren), 4e klasse met Zwaarden[12]
- Kruis voor Militaire Verdienste (Oostenrijk-Hongarije), 3e Klasse] met Zwaarden[12]
- Militair Kruis van Verdienste (Mecklenburg-Schwerin), 2e Klasse[12]
- Kruis voor Oorlogsverdienste (Saksen), 3e Klasse[12]
- Hij werd meerdere malen genoemd in het Wehrmachtsbericht. Dat gebeurde op:
- 18 oktober 1941[15][22]
- 19 oktober 1941[22]; citaat Wehrmachtsbericht:
- „An der Durchführung dieser Operationen waren die Armeen des Generalfeldmarschalls von Kluge, der Generalobersten Freiherr von Weichs und Strauß, sowie die Panzerarmeen der Generalobersten Guderian, Hoth, Hoepner und des Generals der Panzertruppen Reinhardt beteiligt."[4]
- „Bij de uitvoering van deze operaties waren de legers van Generaal-veldmaarschalk von Kluge, de Kolonel-generaals Freiherr von Weichs en Strauss betrokken, zowel als de tanklegers van Kolonel-generaal Guderian, Hoth, Hoeppner en Generaal der Pantsertroepen Reinhardt."[15]
- 21 januari 1944[23]; citaat Wehrmachtsbericht:
- „In der seit dem 13. Dezember 1943 andauernden großen Abwehrschlacht im Raum von Witebsk haben unsere unter dem Oberbefehl des Generalobersten Reinhardt stehenden Truppen den von den Sowjets unter Einsatz von über 50 Schützendivisionen und zahlreichen Panzerverbänden angestrebten operativen Durchbruch unserer Front in harten Kämpfen vereitelt und dem Feind starke Verluste zugefügt."[4]
- „In de grote defensieve slag in het gebied rond Witebsk, die sinds 13 december 1943 wordt gevoerd, hebben troepen onder commando van Kolonel-generaal Reinhardt in harde gevechten de operationele doorbraak van ons front door de Sovjets voorkomen en zware verliezen toegebracht aan de vijand die ongeveer 50 infanteriedivisies en talloze pantsereenheden had ingezet."[15]